# Communauté de communes Dômes Sancy Artense
La communauté de communes Dômes Sancy Artense est une communauté de communes française, située dans le département du Puy-de-Dôme en région Auvergne-Rhône-Alpes.

## Historique
Le schéma départemental de coopération intercommunale (SDCI) du Puy-de-Dôme, dévoilé en octobre 2015, a proposé la fusion de la communauté de communes de Rochefort-Montagne et de Sancy-Artense Communauté,. Il est confirmé en mars 2016.
La fusion de ces deux communautés de communes est prononcée par l'arrêté préfectoral no 16-02733 du 1er décembre 2016. La structure intercommunale prend le nom de « Dômes Sancy Artense ».
Un arrêté préfectoral du 20 décembre 2019 autorise l'adhésion de Saulzet-le-Froid à compter du 1er janvier 2020, ce qui entraîne son retrait de Mond'Arverne Communauté et de cinq syndicats intercommunaux, avec une modification du périmètre du SICTOM des Couzes.

## Territoire communautaire

### Géographie
La communauté de communes Dômes Sancy Artense est située au sud-ouest du département du Puy-de-Dôme.

### Composition
La communauté de communes est composée des 27 communes suivantes :

| Nom                        | Code Insee | Gentilé         | Superficie (km2) | Population (dernière pop. légale) | Densité (hab./km2) |
| -------------------------- | ---------- | --------------- | ---------------- | --------------------------------- | ------------------ |
| Rochefort-Montagne (siège) | 63305      | Rochefortois    | 17,45            | 846 (2022)                        | 48                 |
| Aurières                   | 63020      | Aurièrois       | 11,09            | 379 (2022)                        | 34                 |
| Avèze                      | 63024      |                 | 22,07            | 159 (2022)                        | 7,2                |
| Bagnols                    | 63028      | Bagnolais       | 42,46            | 402 (2022)                        | 9,5                |
| Ceyssat                    | 63071      | Ceyssatois      | 30,17            | 694 (2022)                        | 23                 |
| Cros                       | 63129      |                 | 19,62            | 166 (2022)                        | 8,5                |
| Gelles                     | 63163      | Gellois         | 47,53            | 931 (2022)                        | 20                 |
| Heume-l'Église             | 63176      |                 | 14,96            | 113 (2022)                        | 7,6                |
| Labessette                 | 63183      | Bessardoux      | 10,45            | 63 (2022)                         | 6                  |
| Laqueuille                 | 63189      | Laqueuillois    | 22,07            | 351 (2022)                        | 16                 |
| Larodde                    | 63190      |                 | 23,04            | 290 (2022)                        | 13                 |
| Mazaye                     | 63219      | Mazayais        | 21,73            | 708 (2022)                        | 33                 |
| Nébouzat                   | 63248      | Nébouzatois     | 21,62            | 865 (2022)                        | 40                 |
| Olby                       | 63257      | Olbygeois       | 17,38            | 862 (2022)                        | 50                 |
| Orcival                    | 63264      | Orvicalois      | 27,82            | 242 (2022)                        | 8,7                |
| Perpezat                   | 63274      | Perpezatois     | 36,19            | 422 (2022)                        | 12                 |
| Saint-Bonnet-près-Orcival  | 63326      | Saint-Bonnetois | 14,99            | 566 (2022)                        | 38                 |
| Saint-Donat                | 63336      | Donatois        | 33,27            | 198 (2022)                        | 6                  |
| Saint-Julien-Puy-Lavèze    | 63370      |                 | 29,09            | 363 (2022)                        | 12                 |
| Saint-Pierre-Roche         | 63386      |                 | 17,02            | 500 (2022)                        | 29                 |
| Saint-Sauves-d'Auvergne    | 63397      | Saint-Sauviens  | 49,86            | 1 128 (2022)                      | 23                 |
| Saulzet-le-Froid           | 63407      | Saulzetois      | 28,21            | 287 (2022)                        | 10                 |
| Singles                    | 63421      | Singlois        | 20,43            | 154 (2022)                        | 7,5                |
| Tauves                     | 63426      | Tauvois         | 33,95            | 700 (2022)                        | 21                 |
| La Tour-d'Auvergne         | 63192      | Tourais         | 48,29            | 631 (2022)                        | 13                 |
| Trémouille-Saint-Loup      | 63437      |                 | 12,23            | 144 (2022)                        | 12                 |
| Vernines                   | 63451      | Verninois       | 17,72            | 427 (2022)                        | 24                 |

### Démographie
| 1968   | 1975   | 1982   | 1990   | 1999   | 2010   | 2015   | 2021   |
| ------ | ------ | ------ | ------ | ------ | ------ | ------ | ------ |
| 15 090 | 13 810 | 13 140 | 12 343 | 11 628 | 12 288 | 12 458 | 12 586 |

## Administration

### Siège
Le siège de la communauté de communes est situé à Rochefort-Montagne.

### Les élus
La communauté de communes est gérée par un conseil communautaire composé de 44 membres représentant chacune des communes membres.
Leur répartition a été fixée à la suite de l'arrêté préfectoral no 19-02266 du 24 décembre 2019 :
| Nombre de délégués | Communes |
| ------------------ | --- |
| 3                  | Saint-Sauves-d'Auvergne |
| 2                  | Bagnols, Ceyssat, Gelles, Laqueuille, Mazaye, Nébouzat, Olby, Perpezat, Rochefort-Montagne, Saint-Bonnet-près-Orcival, Saint-Julien-Puy-Lavèze, Saint-Pierre-Roche, Tauves, La Tour-d'Auvergne, Vernines |
| 1 (+ 1 suppléant)  | Aurières, Avèze, Cros, Heume-l'Église, Labessette, Larodde, Orcival, Saint-Donat, Saulzet-le-Froid, Singles, Trémouille-Saint-Loup                                                                       |

### Présidence
| Période         | Période                       | Identité      | Étiquette | Qualité                     |
| --------------- | ----------------------------- | ------------- | --------- | --------------------------- |
| 12 janvier 2017 | En cours (au 10 juillet 2020) | Alain Mercier | UDI       | maire de Nébouzat (1989 → ) |

### Compétences
L'intercommunalité exerce des compétences qui lui sont déléguées par les communes membres.
Parmi celles-ci, quatre sont obligatoires, cinq sont optionnelles et au moins dix sont facultatives :
Compétences obligatoires
- Actions de développement économique
- Aménagement de l'espace pour la conduite d'actions d'intérêt communautaire
- Aménagement, entretien et gestion des aires d'accueil des gens du voyage
- Collecte et traitement des déchets ménagers et assimilés

Compétences optionnelles
- Protection et mise en valeur de l'environnement
- Politique du logement et du cadre de vie
- Création, aménagement et entretien de la voirie
- Construction, entretien et fonctionnement d'équipements culturels et sportifs d'intérêt communautaire et d'équipements de l'enseignement pré-élémentaire et élémentaire d'intérêt communautaire
- Action sociale d'intérêt communautaire

Compétences facultatives
- Agricole : construction, aménagement, gestion et entretien d'une cave collective d'affinage pour le développement de la Fourme fermière de Rochefort-Montagne ; diagnostic foncier agricole ; étude de faisabilité pour la valorisation du lait de Salers
- Politique d'accueil et d'accompagnement des nouveaux actifs et des porteurs de projets
- Assainissement non collectif
- Programmation de restauration et d'entretien des cours d'eau
- Adhésion à l'association du Pays du Grand Sancy
- Développement touristique (dont le développement, l'aménagement, la gestion, l'entretien et l'animation du site touristique de La Stèle[10])
- Actions en faveur des associations locales du territoire intercommunal
- Soutien ou co-organisation de manifestations culturelles ou sportives
- Transports scolaires, etc.

### Régime fiscal et budget
La communauté de communes est soumise au régime de la fiscalité professionnelle unique.